# Мотт, Джон Рэлей
Джон Рэлей Мотт (англ. John Raleigh Mott; 25 мая 1865 — 31 января 1955, Орландо) — крупнейший деятель протестантизма, руководитель Всемирной ассоциации христианских студентов (WSCF) и Христианской Ассоциации Молодых Людей (YMCA), лауреат Нобелевской премии мира 1946 года.

## Биография
Родился в семье Джона и Эльмиры Мотт. Мотт старший был торговцем лесом и мэром небольшого городка в Айове. В возрасте 16 лет поступил в методистский Университет верхней Айовы, в 1885 году перевёлся в Корнеллский университет. В университете начал работать в YMCA, и возглавил университетское отделение ассоциации, а в 1886 году представлял его на международной христианской конференции. Окончив университет в 1888, занял пост национального секретаря YMCA США и Канады.
В 1895 году основал Всемирную ассоциацию христианских студентов (WCCF), был её генеральным секретарём.
В 1910 году был председателем Всемирной миссионерской конференции в Эдинбурге, объединившей протестантские церкви всего мира. Затем член её постоянной комиссии. Председатель международного миссионерского совета.
В 1916 году был направлен с дипломатической миссией в Мексику, а в 1917 году, во время революции отправлен в Россию в составе миссии Рута.
В 1946 году награждён Нобелевской премией мира «за миссионерскую деятельность». В 1948 году участвовал в создании Всемирного совета церквей, был избран его почётным председателем.

## Сочинения
- Mott, John R., Addresses and Papers of John R. Mott. 6 vols. New York, Association Press, 1946-1947.
- Mott, John R., The Larger Evangelism: The Sam P. Jones Lectures at Emory University, 1944. London, Lutterworth, 1944.
- Mott, John R., Cooperation and the World Mission. London, Student Christian Movement Press, 1935.
- Mott, John R., Liberating the Lay Forces of Christianity. London, Student Christian Movement Press, 1932.
- Mott, John R., The Present-Day Summons to the World Mission of Christianity. London, Student Christian Movement Press, 1932.
- Mott, John R., Leadership of the Constructive Forces of the World. London, Oxford University Press, 1931.
- Mott, John R., Confronting Young Men with the Living Christ. London, Hodder & Stoughton, 1923.
- Mott, John R., The Present World Situation. New York, Student Volunteer Movement for Foreign Missions, 1914.
- Mott, John R., The Future Leadership of the Church. London, Hodder & Stoughton, 1909.
- Mott, John R., Strategic Points in the World's Conquest: The Universities and Colleges as Related to the Progress of Christianity. London, Nisbet, 1897.

### Переводы на русский язык
- Сила Христа в жизни студента — Санкт-Петербург : СПб. христ. студ. кружок, 1910. — 22 с.
- I. Отклик студентов всех культурных стран на призыв Христа; II. Об изучении Евангелия. — Санкт-Петербург : СПб. христ. студ. кружок, 1912. — 36 с.
- I. Нравственная и духовная атрофия; II. Религия - преимущественно дело воли : Лекции Д. Р. Мотта. / 2-е изд. — Санкт-Петербург : СПб. Христ. студ. кружок, 1914. — 31 с.
- Утренний час с Богом / Изд. 4-е. — Петроград : издание Студ. христ. кружка, 1915. — 14 с.
- Как ощутить в себе живое присутствие Христа / Пер. с англ. А. Шидловской. — Прага : Ymca-press, 1923. — 24 с.